# Sara Álvarezová
Sara Álvarez-Menéndez, (* 10. červenec 1975 Madrid, Španělsko) je bývalá reprezentantka Španělska v judu.

## Sportovní kariéra
S judem začala v 10 letech v Madridu. Vrcholově se mu potom věnovala pod vedením Sacramento Moyanové.
V olympijském roce 1996 svedla napínavou kvalifikační bitvu s tehdejší reprezentační jedničkou Miriam Blasco. O 12 let starší soupeřka a olympijská vítězka trenéry nakonec svými výkony nepřesvědčila. Ti se rozhodli dát v nominaci mládí zelenou. Při své premiéře na olympijských hrách v Atlantě však doplatila na náročný los a obsadila 7. místo.
V roce 2000 patřila již k favoritkám na medaili na olympijských hrách v Sydney, ale protaktizovala svůj první zápas proti Brazilce Vânie Ishii. Za čtyři roky na olympijské hry v Athénách odjížděla opět v roli favoritky, ale hned v prvním kole dostala nalosovanou zdatnou soupeřku Lucy Décosse, které nakonec podlehla.
O svoji čtvrtou účast na olympijských hrách bojovala ještě v roce 2008, ale nekvalifikovala se. Po sezóně ukončila sportovní kariéru. Pracuje jako sportovní novinářka.

## Výsledky
| Turnaj             | 1992             | 1993             | 1994             | 1995             | 1996             | 1997             | 1998             | 1999             | 2000             | 2001             | 2002             | 2003             | 2004             | 2005             | 2006             | 2007             | 2008             |
| Turnaj             | 17               | 18               | 19               | 20               | 21               | 22               | 23               | 24               | 25               | 26               | 27               | 28               | 29               | 30               | 31               | 32               | 33               |
| Turnaj             | polostřední váha | polostřední váha | polostřední váha | polostřední váha | polostřední váha | polostřední váha | polostřední váha | polostřední váha | polostřední váha | polostřední váha | polostřední váha | polostřední váha | polostřední váha | polostřední váha | polostřední váha | polostřední váha | polostřední váha |
| ------------------ | ---------------- | ---------------- | ---------------- | ---------------- | ---------------- | ---------------- | ---------------- | ---------------- | ---------------- | ---------------- | ---------------- | ---------------- | ---------------- | ---------------- | ---------------- | ---------------- | ---------------- |
| Olympijské hry     | —                |                  |                  |                  | 7.               |                  |                  |                  | úč.              |                  |                  |                  | úč.              |                  |                  |                  | —                |
| Mistrovství světa  |                  | —                |                  | —                |                  | 3.               |                  | 3.               |                  | 2.               |                  | úč.              |                  | úč.              |                  | úč.              |                  |
| Mistrovství Evropy | —                | —                | —                | —                | 5.               | 7.               | 2.               | 3.               | 3.               | 5.               | úč.              | 1.               | 1.               | —                | 5.               | 5.               | úč.              |
| MS juniorů         | úč.              |                  |                  |                  |                  |                  |                  |                  |                  |                  |                  |                  |                  |                  |                  |                  |                  |
| ME juniorů         | 3.               | 2.               |                  |                  |                  |                  |                  |                  |                  |                  |                  |                  |                  |                  |                  |                  |                  |